# Pas de Cahuenga
El Pas de Cahuenga (en anglès Cahuenga Pass) és un pas de muntanya que travessa la part est de les muntanyes de Santa Monica, a Los Angeles (Califòrnia). El seu nom prové de la llengua Tongva, una llengua indígena d'aquella zona. Connecta la Conca de Los Angeles amb la Vall de San Fernando a través de l'Autovia de Hollywood (US 101) i el Boulevard Cahuenga. S'eleva fins aproximadament els 235 metres i és el pas més senzill que hi ha per travessar les muntanyes.
Fou l'escena de dues grans batalles, la batalla del Pas de Cahuenga, del 1831, i la batalla de La Providencia o Segona Batalla del Pas de Cahuenga, del 1845, totes dues a la Vall de San Fernando prop de l'Studio City. De fet, sovint encara s'hi poden trobar les bales dels canons en excavacions per la zona. A través de la ruta de l'històric El Camino Real, el significat històric del pas encara es pot apreciar a través d'un cartell que anomena la zona com a Paseo de Cahuenga.